# Фейра-Нова (Пернамбуку)
Фейра-Нова (порт. Feira Nova)  —  муниципалитет в Бразилии, входит в штат Пернамбуку. Составная часть мезорегиона Сельскохозяйственный район штата Пернамбуку. Входит в экономико-статистический микрорегион Медиу-Капибариби. Население составляет 18 959 человек. Занимает площадь 107,726 км².
Праздник города — 8 марта.

## История
Город основан 8 марта 1960 года.